# 韦弗利 (俄亥俄州)
韦弗利（Waverly）是美国俄亥俄州派克县的一个村，是派克县的县城。 2010年人口普查的人口为4,408人。 该镇成立于1829年，因为俄亥俄州和伊利运河沿斯库奥托河西岸的建设，为该地区带来了新的增长。 1861年，县城从皮科顿搬到这里。
韦弗利有Garnet A. Wilson公共图书馆。 现任市长是Greg Kempton。
韦弗利也是Pure Prairie联盟乐队起源的地方。

## 图库

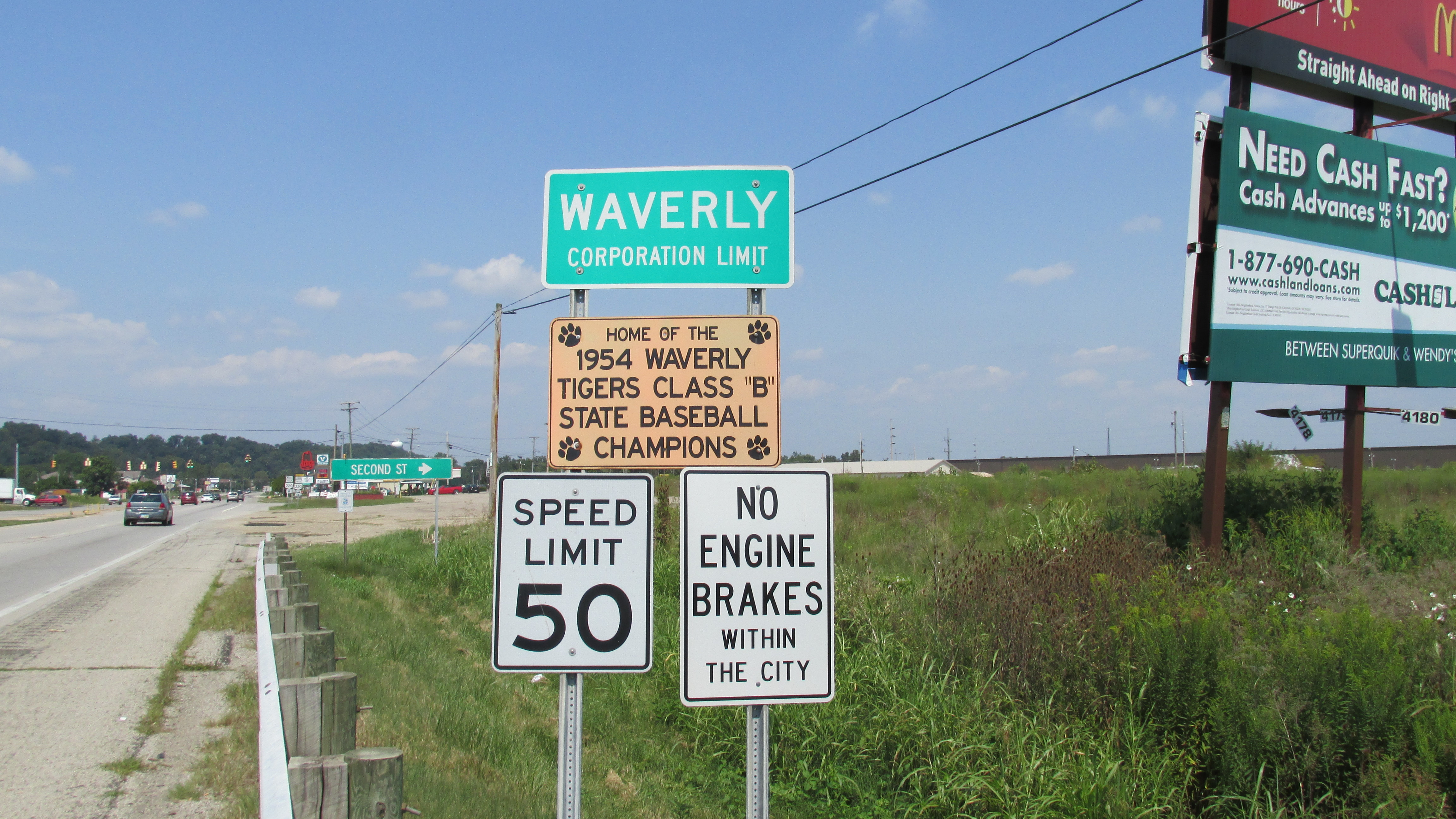
韦弗利公司限速标志
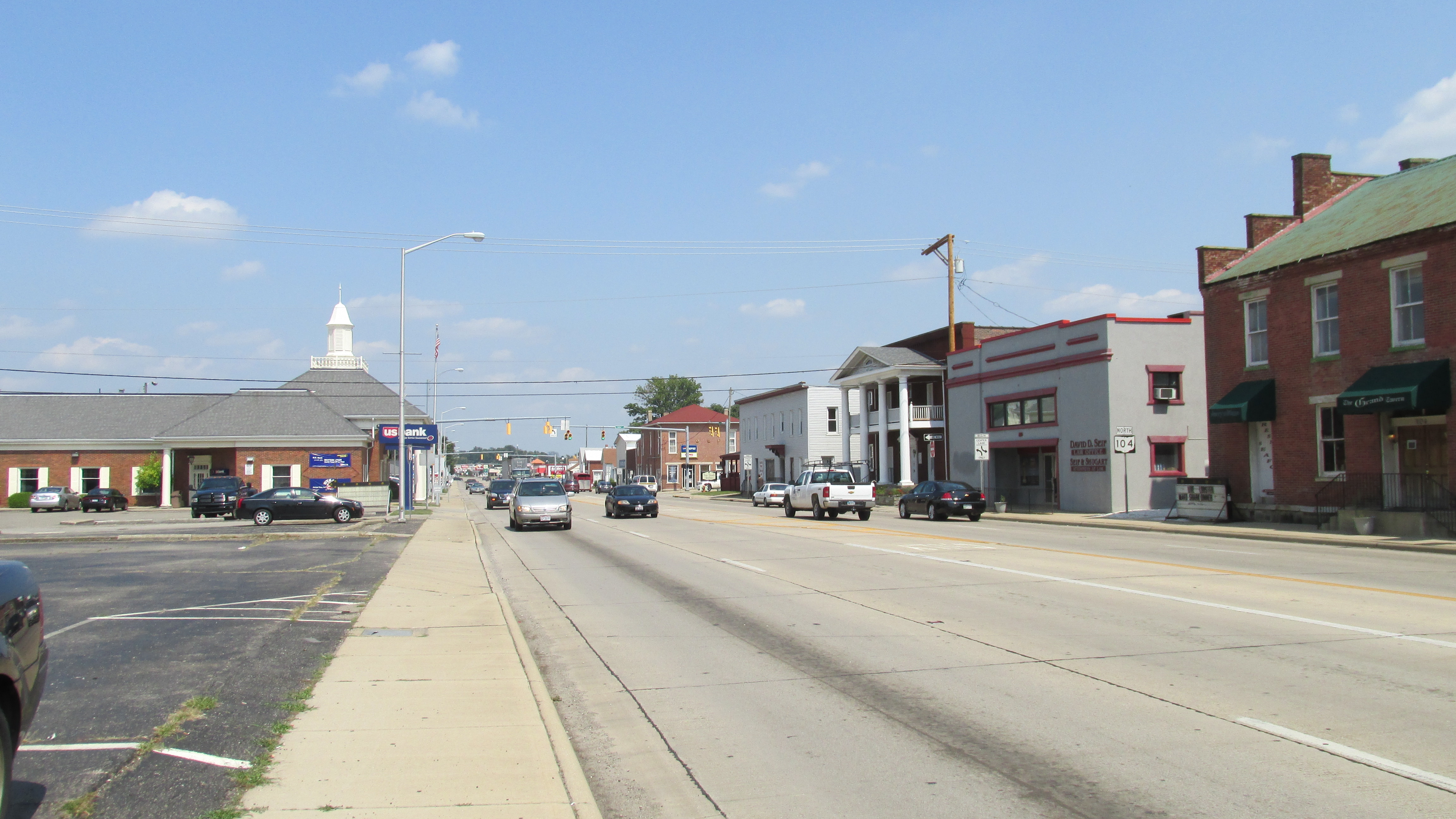
在韦弗利的埃米特大道（23号美国国道）向东望去